# Lady Day at Emerson's Bar and Grill

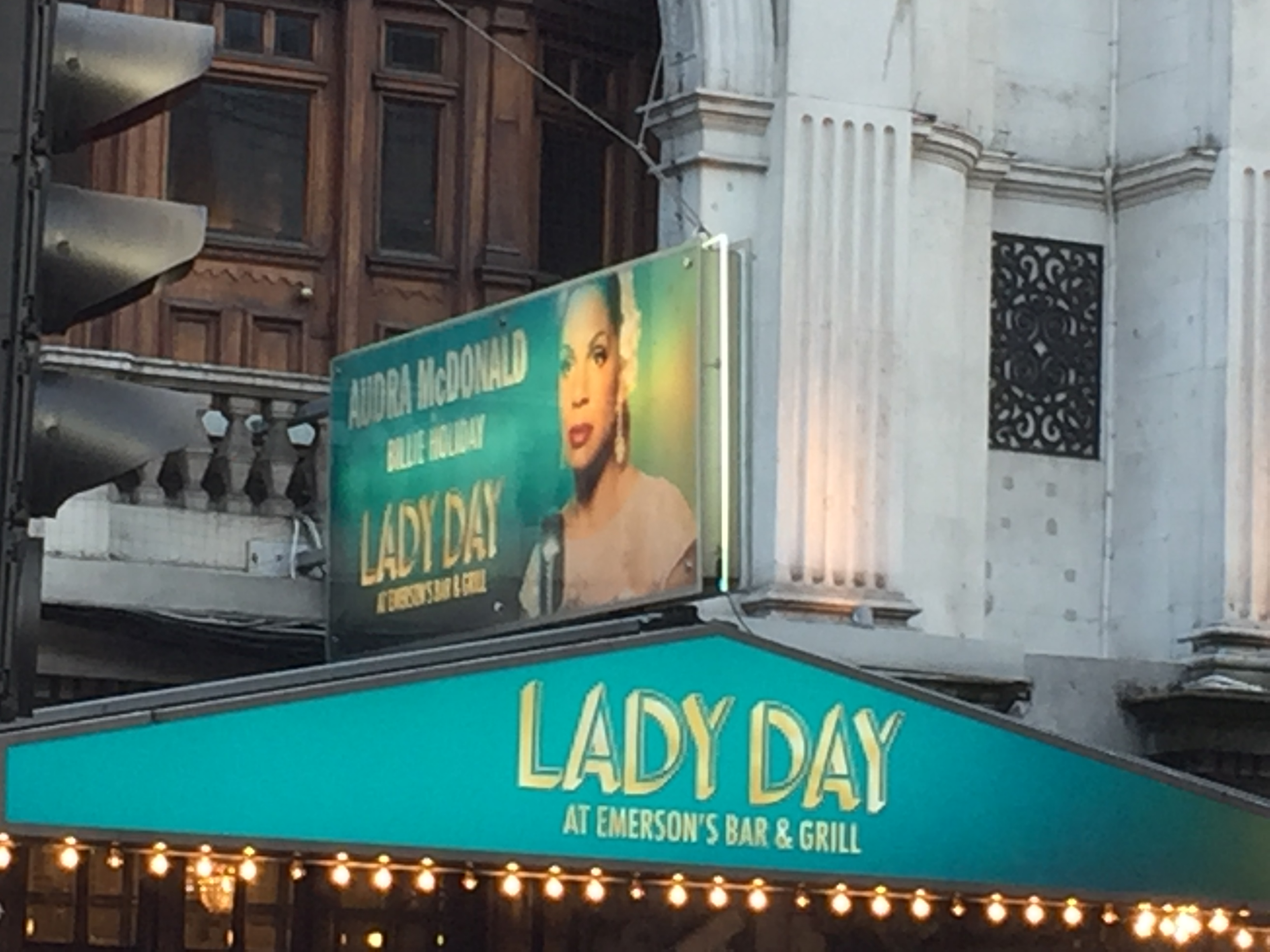
Lady Day at Emerson's Bar and Grill, protagonizada por Audra McDonald en el Wyndham's Theatre.

Lady Day at Emerson's Bar and Grill es una obra de teatro con música de Lanie Robertson, que narra algunos eventos en la vida de Billie Holiday. La obra se estrenó originalmente en 1986 en el Teatro Alliance de Atlanta, Georgia, el 16 de abril de 1986, con la dirección de Woodie King, Jr. y Reenie Upchurch como Billie Holiday.

## Argumento
La actuación rememorada tiene lugar en el Sur de Filadelfia, en marzo de 1959. Billie Holiday se está actuando en un bar, durante una de sus últimas actuaciones antes de su muerte en julio de 1959. Ella canta, acompañado por Jimmy Powers en el piano, y también cuenta historias acerca de su vida.

## Trayectoria
La obra fue producida en Off-Broadway en el Vineyard Theatre el 5 de junio de 1986, y luego se inauguró en una producción de Vineyard Theatre en el Westside Theatre el 7 de septiembre de 1986. Esta producción se cerró el 17 de mayo de 1987 después de 281 actuaciones. Dirigida por Andre Ernotte, Lonette McKee interpretó a Holiday. En febrero de 1987, S. Epatha Merkerson asumió el papel de Billie Holiday. La obra ganó el Premio Outer Critics Circle de 1987 al Mejor libreto Off-Broadway (Robertson).
The Hollywood Playhouse (en California) produjo Lady Day en octubre de 1987, dirigida por Andre Ernotte, y con S. Epatha Merkerson repitiendo su papel de Holiday. Ernotte dijo que quería "desmoralizar a Billie: mostrar su lado oscuro y triste. Por lo tanto, no se trata tanto de una actuación como de una obra de teatro con música". También señaló que Merkerson le dio otro aspecto al papel como actriz y no como cantante. La obra se presentó en el Long Wharf Theatre, New Haven, Connecticut en noviembre de 2005, con Ernestine Jackson como Billie Holiday.
La obra se estrenó en Broadway en el Circle in the Square el 13 de abril de 2014. Dirigida por Lonny Price, la producción fue protagonizada por [null Audra McDonald] como Billie Holiday y contó con Shelton Becton como el pianista Jimmy Powers. La obra originalmente estaba programada para un compromiso limitado de 10 semanas, pero se extendió varias veces hasta que finalmente se cerró el 5 de octubre de 2014. Audra McDonald ganó su sexto premio Tony con la producción. En su discurso de aceptación, "agradeció a las mujeres afroamericanas "fuertes y valientes" que la precedieron, diciendo: "Estoy subida sobre los hombros de Lena Horne, de Maya Angelou, de Diahann Carroll y Ruby Dee, y sobre todo, de Billie Holiday. Te merecías mucho más de lo que te dieron cuando estabas en este planeta. Esto es para ti, Billie". La obra también ganó como Mejor diseño de sonido de una obra de teatro.
De la obra, McDonald dijo en una entrevista:
   "Se trata de una mujer tratando de pasar por un concierto, sobre lo que sé algo, y lo hace en un momento en que su hígado estaba destrozado y todavía estaba tomando heroína con regularidad ... Podría haber sido un poco crítica sobre Billie Holiday, pero lo que más admiro de ella - y lo que es fascinante en este espectáculo - es que nunca hay autocompasión. Ella casi se ríe de lo horrible que ha sido su vida. No creo que se vea a sí misma como una víctima. Y siente una conexión increíble con su música: no puede cantar una canción si no tiene alguna conexión emocional con ella, lo que realmente entiendo".
La producción de Broadway de 2014 se filmó en el Café Brasil en Nueva Orleans y se transmitió por HBO el 12 de marzo de 2016. Audra McDonald recibió una nominación al Premio Emmy en 2016 por Mejor Actriz Protagonista en una Serie Limitada o Película por su papel en la transmisión. La obra se representó en el Wyndham's Theatre desde el 17 de junio de 2017 hasta el 9 de septiembre de 2017.

## Canciones
- "I Wonder Where Our Love Has Gone" (music by Buddy Johnson; lyrics by Buddy Johnson)

- "When a Woman Loves a Man" (music by Bernie Hanighen and Gordon Jenkins; lyrics by Johnny Mercer)

- "What a Little Moonlight Can Do" (music by Harry Woods; lyrics by Harry Woods)

- "Crazy He Calls Me" (music by Carl Sigman; lyrics by Bob Russell)

- "Gimme a Pigfoot (And a Bottle of Beer)", (music by Wesley Wilson; lyrics by Wesley Wilson)

- "Baby Doll"
- "God Bless the Child" (music by Billie Holiday and Arthur Herzog, Jr.; lyrics by Billie Holiday and Arthur Herzog, Jr.)

- "Foolin' Myself" (music by Jack Lawrence and Peter Tinturin; lyrics by Jack Lawrence and Peter Tinturin)

- "Somebody's on My Mind" (music by Billie Holiday and Arthur Herzog, Jr.; lyrics by Billie Holiday and Arthur Herzog, Jr.)

- "Easy Livin'" (music by Ralph Rainger and Leo Robin; lyrics by Ralph Rainger and Leo Robin)

- "Strange Fruit" (music by Abel Meeropol; lyrics by Abel Meeropol)

- "Blues Break"
- "T'ain't Nobody's Business If I Do" (music by Porter Grainger and Everett Robbins; lyrics by Porter Grainger and Everett Robbins)

- "Don't Explain" (music by Arthur Herzog, Jr. and Billie Holiday; lyrics by Arthur Herzog, Jr. and Billie Holiday)

- "What a Little Moonlight Can Do" (Reprise) (music by Harry Woods; lyrics by Harry Woods)

- "Deep Song" (music by George Cory and Douglass Cross; lyrics by George Cory, Douglass Cross)